# Tyreke Evans
Tyreke Evans (Chester, Pennsylvania, 19. rujna 1989.) američki je profesionalni košarkaš. Igra na poziciji razigravača, a trenutačno je član NBA momčadi New Orleans Pelicansa. Izabran je u 1. krugu (4. ukupno) NBA drafta 2009. od strane Sacramento Kingsa. 

## Rani život
Evans je zajedno sa svoja tri starija brata odrastao u Chesteru, saveznoj državi Pennsylvania. Pohađao je srednju školu American Christian Academy u Astonu, također u Pennsylvaniji. Na posljednjoj godini u prosjeku je postizao 32.1 poen i izabran je za najkorisnijeg igrača McDonald's All-American utakmice, na kojoj je postigao 21 poen, 10 skokova i 4 asistencije. 

## Sveučilište
Evans je u košarkaški program sveučilišta Memphis stigao kao zamjena za Derricka Rosea. Na početku svoje prve godine mučio se s malom minutažom, ali kasnijim ulaskom u prvu momčad Tigersa zapeo je za oko mnogim NBA skautima. Evans je u pobjedi 60:45 protiv Cincinnatija postigao 14 poena, 10 skokova i 8 asistencija. U svojoj prvoj i jedinoj sveučilišnoj sezoni u prosjeku je postizao 17.1 poen, 5.4 skokova i 3.9 asistencija po utakmici.

## NBA
Evans je izabran kao četvrti izbor NBA drafta 2009. od strane Sacramento Kingsa. Dana 27. travnja 2010. proglašen je NBA novakom godine.

## NBA statistika

### Regularni dio
| Godina    | Klub       | Odig. uta. | Uta. poč. | Min. | 2P%  | 3P%  | Sl. bac.% | Skok. | Asist. | Ukr. lop. | Blok. | Poena |
| --------- | ---------- | ---------- | --------- | ---- | ---- | ---- | --------- | ----- | ------ | --------- | ----- | ----- |
| 2009./10. | Sacramento | 72         | 72        | 37.2 | .458 | .255 | .748      | 5.3   | 5.8    | 1.5       | .4    | 20.1  |
| Ukupno    |            | 72         | 72        | 37.2 | .458 | .255 | .748      | 5.3   | 5.8    | 1.5       | .4    | 20.1  |

## Vanjske poveznice
- Profil  Arhivirana inačica izvorne stranice od 16. travnja 2009. (Wayback Machine) na sveučilištu Memphis
- Profil  Arhivirana inačica izvorne stranice od 23. listopada 2008. (Wayback Machine) na NBADraft.net